# استهلاك وسائل الإعلام
يعد استهلاك وسائل الإعلام مجموع وسائل الإعلام المعلوماتية والترفيهية التي يستقبلها الفرد أو المجموعة. ويشمل أنشطة مثل التفاعل مع وسائل الإعلام الحديثة وقراءة الكتب والمجلات ومشاهدة التلفزيون والأفلام والاستماع إلى الراديو. يجب أن يتمتع مستهلك وسائل الإعلام النشطة بالقدرة على الشك والحكم والتفكير الحر والاستجواب والتفاهم.

## التاريخ
لطالما كانت هناك كلمات وصور، فإن شعوب العالم تستهلك وسائل الإعلام. تغذي التكنولوجيا المطورة مثل المطبعة الاستهلاك المتزايد. في حوالي عام 1600م كاميرا obscura كانت مُتقنة. تم عكس الضوء من خلال ثقب صغير أو عدسة من الخارج، وعرضه على سطح أو شاشة لخلق صورة متحركة. كان لهذه الوسيلة الجديدة تأثير صغير جدًا على المجتمع مقارنة بالقديمة. جعل تطور التصوير الفوتوغرافي في منتصف القرن التاسع عشر تلك الصور دائمة، مما قلل إلى حد كبير من تكلفة الصور وبحلول نهاية القرن، كان ملايين المستهلكين يشاهدون صورًا جديدة واحترافية كل يوم.
في عام 1860م أُنشئت الآليات مثل زوتروب، ميوتوسكوب التي تنتج رسومات ثنائية الأبعاد في الحركة وعُرضت في قاعات عامة للناس للمشاهدة. تنبأت هذه وسائل الإعلام الجديدة باستهلاك وسائل الإعلام الجماهيرية في السنوات اللاحقة.
في حوالي عام 1880م من القرن التاسع عشر، سمح تطور كاميرا الصور المتحركة بالتقاط صور فردية للمكون وتخزينها في بكرة واحدة. عُرضت الصور المتحركة على شاشة ليشاهدها الجمهور. أثرت هذه الكاميرا المتحركة على تقدم العالم بشكل كبير، حيث بدأت صناعة السينما الأمريكية وكذلك الحركات الدولية المبكرة مثل التعبيرية الألمانية والسريالية والمونتاج السوفيتي. ولأول مرة، يمكن للأشخاص سرد القصص في الفيلم، وتوزيع أعمالهم على المستهلكين في جميع أنحاء العالم.
في عام 1920م من القرن العشرين، كان التلفزيون الإلكتروني يعمل في المختبرات،  وفي عام 1930 من القرن العشرين، كان المئات من أجهزة الاستقبال قيد الاستخدام في جميع أنحاء العالم. وبحلول عام 1941، كان نظام كولومبيا الإذاعي (CBS) يبث نشرة أخبار مدتها 15 دقيقة يوميًا لجمهور صغير على محطته التلفزيونية في نيويورك. ومع ذلك، صناعة التلفزيون لم تبدأ بالازدهار حتى توسع الاقتصاد العام بعد الحرب العالمية الثانية. بدأ التلفزيون في نهاية المطاف بدمج اللون، وإنشاء شبكات بث متعددة.
تم تطوير أجهزة الكمبيوتر في منتصف القرن العشرين، وتم تسويقها في الستينيات. قامت شركة آبل وغيرها من الشركات ببيع أجهزة الكمبيوتر للهواة في السبعينيات، وفي عام 1981 أصدرت أي بي إم أجهزة كمبيوتر مخصصة للمستهلكين.
في 6 آب (أغسطس) 1991م، أصبحت شبكة الإنترنت وشبكة الويب العالمية، التي طالما استخدمها متخصصو الكمبيوتر، متاحة للجمهور. كانت هذه بداية الإنترنت التجاري الذي يستخدمه الناس اليوم.
في عام 1999م، تم إصدار أول موقع وسائل تواصل اجتماعي للجمهور. منذ ذلك الحين، أنشئ ماي سبيس وفيسبوك وتويتر والشبكات الاجتماعية الأخرى. يعد فيسبوك وتويتر من أفضل مواقع التواصل الاجتماعي من حيث الاستخدام. فالعدد الإجمالي لمستهلكي فيسبوك هو 1,230,000,000 مستهلك بينما عدد مستهلكي تويتر هو 645750,000 مستهلك وكلتا الشركتين تبلغ قيمتها مليارات الدولارات، وتستمر في النمو.
زاد الاستهلاك الإجمالي للوسائل بشكل كبير مع مرور الوقت، من عصر إدخال الصور المتحركة، إلى عصر الشبكات الاجتماعية والإنترنت.

## الناس المعنيين
تعد وسائل الإعلام مجموع وسائل الإعلام المعلوماتية والترفيهية التي يستقبلها الفرد أو المجموعة. المصدر الأول للإعلام كان مجرد كلمة شفهية. وعندما أُنشئت اللغة المكتوبة، مُررت المخطوطات، لكن الاتصال الجماهيري لم يكن خيارًا أبدًا، ولم يكن كذلك حتى تمكنت الصحافة بأن تستهلك وسائل الإعلام على مستوى عال. يوهانس غوتنبرغ، وهو صائغ ذهب ورجل أعمال من مدينة ماينز للتعدين في مطبعة جنوب ألمانيا. سمحت تقنيته بتوزيع الكتب والصحف والنشرات على مستوى جماعي.
كتب بينامين هاريس أول صحيفة مكتوبة على الورق في المستعمرات البريطانية الأمريكية  كان ابتكار الصحف أحد أكثر المقالات نفوذاً في تاريخ استهلاك الوسائل، لأنه يخص الجميع.
وفي النهاية وصل التواصل إلى حالة إلكترونية وأُخترعت البرقية. هاريسون ديار هو الذي أرسل شرارات كهربائية من خلال شريط ورقي معالج كيميائيا لإحراق النقاط والشرطات مخترعا بذلك أول برقية في الولايات المتحدة الأمريكية. كانت البرقية أول قطعة من المعدات التي سمحت للمستخدمين بإرسال رسائل إلكترونية. وجاء إصدار أكثر تطوراً من صموئيل مورس، الذي طبع رمز البرقية على شريط وشغله باستخدام لوحة المفاتيح وسماعة الأذن. وسرعان ما أصبح نمط الاتصال يعرف باسم مورس.
صمم المخترعان إليشا جراي والكسندر غراهام بيل على حد سواء بشكل مستقل الهاتف. كان الهاتف سهل الاستخدام بما فيه الكفاية للجميع ولم يتطلب تعلم الرموز.
واتى المذياع بعد وقت قصير من الهاتف فقد جمع بين كل من تقنية البرقية والهاتف، حيث أرسل قويلمو ماركوني وأستقبل أول إشارة لاسلكية له  في عام 1895م.
وأخيرا في عام 1947م، بعد فترة طويلة من التنمية انفجر التلفزيون كوسيلة. ليس هناك شخص واحد هو المسؤول عن إنشاء التلفزيون، ولكن مارفن ميدلمارك اخترع «آذان الأرنب» في عام 1930م، مما سمح للتلفزيونات بأن تكون منتجا تجاريا. ولقد كان التلفزيون حتى الآن أكثر وسائل الإعلام استهلاكا وتأثيرا كما سمح للأخبار بالانتشار على مستوى بصري.
في عام 1976م، أنشأت شركة أبل أول جهاز كمبيوتر محمول. كان الكمبيوتر بداية التواصل الكتابي الجماعي باستخدام البريد الإلكتروني. وتواصل شركة أبل لتكون شركة رائدة في استخدام الكمبيوتر.
في عام 1998م، أنشأ أندرو وينريتش أول موقع لوسائل التواصل الاجتماعي على الإطلاق SixDegrees.com. مكّن المستخدمين من تحميل ملف تعريف وتكوين صداقات مع مستخدمين آخرين. وبعد وقت قصير في عام 1999م، أنشأ ستيف وجولي بانكورست والصديق جيسون بورتر موقع لم شمل الأصدقاء 
اكتسبت مواقع مثل موقع (MySpace) التي أنشأها توم أندرسون مكانة بارزة في أوائل عام 2000م. وبحلول عام 2006م، أصبح الفيسبوك الذي أنشأه مارك زوكربيرج وتويتر الذي أنشأه جاك دورسي متاحان للمستخدمين في جميع أنحاء العالم. وتظل هذه المواقع من أكثر الشبكات الاجتماعية شعبية على الإنترنت.

## الزيادة
من بين عوامل أخرى، يؤثر وصول الشخص إلى تقنية الوسائل على مقدار وجودة استهلاكه/ها. في الولايات المتحدة، على سبيل المثال، «قدر علماء جامعة كاليفورنيا في سان دييغو في عام 2009 أن» المتوسط «الأمريكي يستهلك 34 غيغابايت من الوسائل يوميًا.»  ويزداد مقدار استهلاك وسائل الإعلام بين الأفراد مع إنشاء تقنيات جديدة. وفقًا لموقع phys.org ، تقول دراسة جديدة أجراها باحث في مركز سان دييغو للحاسوب الفائق بجامعة كاليفورنيا، إنه بحلول عام 2015م، ستستغرق مجموعة وسائل الإعلام المطلوبة من المستهلكين والمقدمة إليهم على أجهزتهم المحمولة  ومنازلهم أكثر من 15 ساعة للمشاهدة وللاستماع،  كما أن هذا المقدار يعادل مشاهدة 9 أقراص فيديو رقمية للبيانات لكل شخص في كل يوم.
مع نمو شبكات التواصل الاجتماعي بسرعة مثل إنستغرام وفيسبوك وتويتر، وصل عالمنا من استهلاك الوسائل إلى فئة عمرية أصغر سنا وأصغر، مما يجعل استهلاكنا أكبر بكثير كدولة. مع الأجهزة المحمولة ، مثل الهواتف الذكية والأخبار والترفيه والتسوق والشراء، أصبحت جميعها في متناول أيدينا في أي وقت وفي أي مكان.

## الآثار الإيجابية
هناك عدد من الآثار الإيجابية لاستهلاك الوسائل. كما يمكن أن يكون للتلفزيون آثار إيجابية على الأطفال أثناء نموهم. حيث تُقدم البرامج مثل برنامج عالم سمسم دروسًا قيّمة للأطفال في المراحل التنموية، مثل الرياضيات والحروف الأبجدية واللطف والمساواة العرقية والتعاون. كما يقدم برنامج المستكشفة دورا لغة أجنبية للأطفال من جميع الفئات في بيئة ممتعة وتعاونية.
لدى وسائل الإعلام استيعاب كبير من مراهقين اليوم. حيث يستخدم العديد من الشباب أنواعًا مختلفة من وسائل التواصل الاجتماعي يوميًا. ويمكن أن تُستخدم وسائل الإعلام للتواصل الاجتماعي بين المراهقين من جميع أنحاء العالم ويمكن أن تساعد في منحهم فهمًا أساسيًا للمعايير الاجتماعية.
يمكن أن يكون للوسائل المتعلقة بالإعلان تأثير إيجابي. من المعروف أن بعض الشركات المصنعة للكحول تنفق ما لا يقل عن عشرة في المئة من ميزانيتها على التحذيرات من مخاطر الشرب والقيادة. أيضا، تشير الدراسات إلى أن استهلاك الحليب (رغم أنه مثير للجدل) قد ارتفع في الأطفال بعمر 15 سنة وأصغر سنا بسبب الإعلانات المطبوعة والإذاعية.
يمكن أن يكون للعديد من ألعاب الفيديو أيضًا تأثيرات إيجابية. تعمل الألعاب مثل Wii Tennis و Wii Fit على تحسين التنسيق بين اليد والعين وكذلك الصحة العقلية والبدنية العامة.
تعمل ألعاب الفيديو، بما في ذلك ألعاب الرماية مع كثير من العنف، على تحسين تعلم الطفل، والصحة البدنية وكذلك العقلية والمهارات الاجتماعية. وفقًا لدراسة نشرتها الجمعية الأمريكية لعلم النفس (APA) فإن هذه الألعاب التي تم تصنيفها للبالغين الناضجين مفيدة لنمو الأطفال . كما أظهرت الدراسة أن هناك حاجة للنظر في الآثار الإيجابية وكذلك الآثار السلبية. وعندما يلعب الطفل لعبة فيديو، فإنه يطور بشكل طبيعي مهارات حل المشكلات لديه. ونشرت ألعاب الفيديو الإستراتيجية، مثل ألعاب تمثيل الأدوار، إحصائيات تفيد بأن اللعب الأكثر كثافة قد يحسن في مهارات حل المشكلات، وهناك ارتفاع كبير في الدرجات المدرسية أيضًا، وذلك وفقًا لدراسة أجريت على مدار عدة سنوات ولكنها نشرت في عام 2013م. وأظهرت الدراسة أيضًا أن إبداع الأطفال قد يُعزز أيضًا من خلال لعب جميع أنواع ألعاب الفيديو، بما في ذلك الألعاب العنيفة مرة أخرى. كما كشفت الأبحاث أن ألعاب الفيديو تفيد الأطفال أكثر من استخدام مصادر تقنية أخرى.
يعد الإنترنت نفسه إيجابية عظيمة للأشخاص من جميع الأعمار، حيث أصبح الآن مكتبة شخصية لكل شخص يمكنه الوصول إليه. حيث أن عدد المواقع والخدمات التعليمية المقدمة ضخمًا للغاية بحيث أصبح البحث مهمة أسهل بكثير مما كانت عليه في السابق. قدمت وسائل التواصل الاجتماعي أيضًا العديد من الفوائد للأشخاص مع مرور الوقت، حيث تم تقييمها كوسيلة مؤيدة للتفاعل الاجتماعي مع الناس في جميع أنحاء العالم.
بالنسبة لأولئك من هم في التعليم، يعد استهلاك الوسائل على جانبي السياج أمرًا بالغ الأهمية. يستهلك المعلمون والطلاب في جميع مستويات الصف وسائل الإعلام للمناهج المدرسية في أونتاريو. ويعتبر محو الأمية الإعلامية بارزًا للشباب الذين يدخلون حقبة تكون فيها الوسائل عاملاً محاطًا، حيثعندما يتعلم الطالب التعامل مع مصادر إعلامية معينة بعدسة حرجة، يكون من المفهوم أن جميع أشكال الوسائط ليس لديها أي معنى بالحياد. الطلاب الذين يستهلكون الوسائل قادرون على التشكيك في الوسائل التي يستهلكونها، مما يحسن المعرفة نسبيًا، ولتوسيع نطاق فهمهم ومعرفتهم، غالبًا لا يجدون صعوبة في السؤال عن غرض المؤلف، وسبب استخدام صور معينة، وتمثيل المحتوى ومعناه لبعض الأفراد المعينين، وبشكل عام أصبحت آثار وسائل الإعلام مستهلكة على المستوى الشخصي والاجتماعي. تعد وسائل الإعلام المتعلقة بالتعلم مصدرًا وكذلك أداة، فمنذ بدايتها يستخدم العديد من الناس Rosetta Stone (برنامج) للمساعدة في إرشادهم إلى تعلم لغة جديدة، فهو مصدر ملائم لأنه محمول ويمكن استخدامه في العديد من المنصات، مثل (iPad ، Tablet ، Phone Apps Web Sites).

## الآثار السلبية
يمكن أن يكون لاستهلاك الوسائط مجموعة واسعة من الآثار السلوكية والعاطفية السلبية. فهناك العديد من حالات العنف في الأفلام والتلفزيون وألعاب الفيديو والمواقع الإلكترونية التي يمكن أن تؤثر على مستوى العدوانية للشخص. يمكن أن تجعل هذه الصور العنيفة المشاهدين عديمي الإحساس لأعمال العنف ويمكن أن تثير لديهم محاكاة الأفعال. نظرًا لأن العنف متفش في وسائل الإعلام، يعتقد المشاهدون أنهم يعيشون في عالم أكثر عنفًا مما يعيشونه بالفعل.
توسع مدى انتشار وسائل الإعلام على مستوى العالم ومع هذا أصبح التلفزيون نائبًا حول العالم. تم تصنيف الإدمان التلفزيوني على أنه العنصر الرئيسي في المخدرات منذ عام 1977م. وعلى مر السنين، توجد أجهزة التلفزيون الآن في كل منزل تقريبًا، وفقًا للتقديرات الأخيرة التي اتخذتها شركة (Nielsen) في الولايات المتحدة وحدها، أن هناك 116.4 مليون تلفزيون منزلي.
يمكن أن يكون للتلفزيون تأثير سلبي على المراهقين ويؤثر في سلوكهم بطريقة لا تشكل جزءًا من المبدأ الاجتماعي العادي. ينص مقال العنف الإعلامي على المجتمع، على أن المشاهدة التلفزيونية الواسعة بين المراهقين والشباب ترتبط بالأعمال العدوانية اللاحقة. ويمكن للبرامج التي تصور أعمال العنف تغيير وجهة نظر المراهق عن العنف، وقد يؤدي ذلك بهم إلى تطوير السلوك العدواني. عادةً ما تصور هذه البرامج الشخص الذي يرتكب جريمة أو يلجأ إلى العنف، كما يظهرون أن هؤلاء الأشخاص لا يعاقبون على جرائمهم، مما يخلق فكرة أن الجريمة شيء يمكن للشخص أن يفلت منها. وتشير الدراسات إلى أن 65 ٪ من الناس الذين تتراوح أعمارهم بين 8 إلى 18 سنة لديهم جهاز تلفزيون في غرفتهم. حيث أن متوسط مشاهدات تلاميذ الثانوية للتلفزيون هو 14ساعة أسبوعيا. ارتبطت مشاهدة التلفزيون ولعب ألعاب الكمبيوتر أيضًا بالعديد من الأعراض النفسية، خاصة الأعراض العاطفية والسلوكية، والشكاوى الجسدية، ومشاكل الانتباه مثل فرط النشاط، ومشاكل التفاعل الأسري.
عندما يشاهد المراهقون التلفزيون لفترات طويلة من الوقت، فإنهم يقضون وقتًا أقل في ممارسة النشاط البدني. يرى العديد من المراهقين الذين يقضون وقتًا طويلًا في مشاهدة التلفاز الممثلين على أنهم قدوة ويحاولون تقليدهم بمحاولة أن يكونوا مثلهم، كما يمكن أن يكون لذلك تأثير سلبي على الصور الجسدية للناس، ومعظمهم من النساء، حيث قد يشعر المشاهدون بسوء تجاه أنفسهم وأحيانًا قد يصابون باضطرابات الأكل بعد رؤيتهم نساء جميلات وأرق من المتوسط في وسائل الإعلام. يعتقد البعض أن السبب في الزيادة الكبيرة لمعدلات السمنة في السنوات العشرين الماضية يرجع إلى زيادة استهلاك الوسائل. كما أن هذا يرجع إلى حقيقة أن الأطفال يقضون وقتًا أطول بكثير في لعب ألعاب الفيديو ومشاهدة التلفزيون بدلاً من ممارسة الرياضة. ويقال إن وسائل التواصل الاجتماعي تسبب القلق والاكتئاب أيضًا، حيث تشير الأبحاث إلى أن الشباب الذين يقضون أكثر من ساعتين في اليوم على وسائل التواصل الاجتماعي هم أكثر عرضة لضعف الصحة العقلية، بما في ذلك الضيق النفسي.
أظهرت العديد من الدراسات أيضًا أن استهلاك الوسائل يرتبط بشكل كبير بنوعية النوم الرديئة. يؤثر التعرض للتلفزيون ولعبة الكمبيوتر على نوم الأطفال وتدهور الأداء المعرفي اللفظي.
هناك مشكلة أخرى تطورت بسبب زيادة استهلاك الوسائل وهي أن الناس أصبحوا أقل استقلالية. مع الرسائل النصية والوسائل الاجتماعية، يريد الناس الإشباع الفوري من أصدقائهم وغالبًا ما يشعرون بالأذى إذا لم يتلقوا استجابة فورية. بدلاً من الاعتماد الذاتي، يحتاج الأشخاص غالبًا إلى الاعتماد على الآخرين. هناك مشكلة أخرى في الاستقلال وهي أن الأطفال يحصلون في كثير من الأحيان على هواتف محمولة عندما يكونون صغارًا جدًا، وهم دائمًا ما يكونون على اتصال وليسو لوحدهم مطلقًا. فاليوم، لا يعاني الكثير من الأطفال من طقوس المرور بأنفسهم لأنهم يستطيعون دائمًا الاتصال بوالديهم إذا كانوا بحاجة إلى مساعدة أو خائفين.
غالبًا ما يتم وضع الأقليات في صورة سلبية في وسائل الإعلام أيضًا، حيث يتم تصوير السود على أنهم مجرمون، والأسبان على أنهم أجانب غير شرعيين، والأشخاص من الشرق الأوسط على أنهم إرهابيون، كما أظهرت الأبحاث أن استهلاك الكثير من الوسائل مع العناوين التي تصور الأقليات بطرق سلبية يمكن أن يؤثر على طريقة تفكير الناس.

## التأثير على احترام الذات
لعبت وسائل الإعلام دوراً هائلاً في المجتمع لسنوات في بيع الناس بناءً على توقعات كيف ينبغي أن يبدو الجسم المثالي من الذكور والإناث. يمكن أن يكون لصور «الجسد المثالي» تأثير سلبي للغاية على احترام الذات لدى كل من الرجال والنساء، كما يمكنها أن تلعب دوراً هاماً في اضطرابات الأكل لدى الرجال والنساء أيضًا. تعود فكرة مقارنة الجسد إلى نظرية المقارنة الاجتماعية لفستنجر (1954م)، حيث يزعم أن الأفراد يجرون مقارنات للجسم في المناطق التي يتعلقون بها، فإذا كان شخص ما يعاني من زيادة الوزن وكانت بيئته تركز على الصحة أو النحافة أو صور الجسم (مثل الصالة الرياضية أو الشاطئ)، فمن المحتمل أن ينظر إلى النحافة كمثال مثالي يمكن أن يزيد من عدم الرضا عن جسمه. كلما زاد انخراط الشخص في مقارنة الجسم، زاد احتمال مواجهته لانعدام الثقة بالنفس وصورة الجسم السلبية. تباع النساء لفكرة ليكن جميلات، يجب أن يكون حجمهن صغير ولهن أرجل طويلة، ويباع الرجال لفكرة أنهم يجب أن تكون العضلة ذات الرأسين كبيرة ونسبة الدهون في الجسم صفر. حيث أدت قراءة المجلات التي تحتوي على صور عضلات الرجال المشدودة إلى تقليل وزن الجسم واحترام الذات لدى الرجال وبدأوا في القلق أكثر حول صحتهم البدنية ولياقتهم.

## وسائل التواصل الاجتماعي
يمكن لمقدار الوقت الذي يُقضى على وسائل التواصل الاجتماعي يخبر الناس عن ثقتهم بأنفسهم. أظهرت الأبحاث أن الأفراد الذين يتمتعون بانخفاض احترام الذات قد يكون لديهم وقت أسهل للتعبير عن أنفسهم على وسائل التواصل الاجتماعي بدلاً من العالم الواقعي. ويستخدم العديد من الأشخاص مقاييس مثل عدد الأشخاص الذين يتابعونهم ويحبون قياس القبول أو الرفض من أقرانهم. تقول إحدى الدراسات التي أجرتها مجلة علم النفس الاجتماعي التجريبي ، أن الأفراد الذين يشعرون بالقبول وجزء من «الجمهور» لديهم شعور أعلى باحترام الذات أكثر من أولئك الذين لا يشعرون وكأنهم جزء من هذه الجماهير.

## دلالات استهلاك الشباب وسائل الإعلام الأمريكية
لدى الشباب الأمريكي أجهزة تلفزيون شخصية وأجهزة كمبيوتر محمولة وأجهزة iPod وهواتف محمولة كلها تحت تصرفهم. إنهم يقضون وقتًا مع الوسائل أكثر من أي نشاط آخر غير النوم. اعتبارًا من عام 2008م ، ذكر أن متوسط العمر الأمريكي من 8 إلى 18 عامً يستخدم وسائل الإعلام لأكثر من 6 ساعات يوميًا. تتزايد ظاهرة «تعدد المهام الإعلامية» - باستخدام عدة أشكال من الوسائل في نفس الوقت - حيث تتضاعف لتصل إلى 8.5 ساعة من التعرض اليومي للوسائل، فيبدأ التعرض لوسائل الإعلام في وقت مبكر ، ويزيد إلى أن يبدأ الأطفال الدراسة ، ثم يصعد إلى الذروة في حوالي 8 ساعات يوميًا بين الأطفال ذوي الـ11 و 12 عامًا. ويرتبط التعرض لوسائل الإعلام بشكل إيجابي بسلوكيات المخاطرة ويرتبط بشكل سلبي بالضبط الشخصي والأداء المدرسي.
من بين المراهقين الذين تتراوح أعمارهم بين 12 و 17 سنة ، 78 ٪ منهم لديهم هواتف محمولة ، و 47 ٪ منها هواتف ذكية خاصة، حيث لدى 23 ٪ منهم جهاز كمبيوتر لوحي و 93 ٪ منهم جهاز كمبيوتر أو الوصول إلى واحد في المنزل. تصل نسبة الوصول إلى الإنترنت على الأجهزة المحمولة 74٪ بين المراهقين الذين تتراوح أعمارهم بين 14 و 17 عام. ويعد واحد من كل أربعة مراهقين في الغالب مستخدم خلوي ، وهذا يعني أنهم عند استخدامهم للإنترنت ، يستخدمون هواتفهم المحمولة في الغالب.
يلعب استهلاك الوسائل ، وخاصة استهلاك وسائل التواصل الاجتماعية، دورًا رئيسيًا في التنشئة الاجتماعية والعادات الاجتماعية للمراهقين. فتختلف التنشئة الاجتماعية من خلال وسائل التواصل الاجتماعي عن التنشئة من خلال المدرسة والمجتمع والأسرة وغيرها من المواقف الاجتماعية. نظرًا لأن المراهقين لديهم سيطرة أكبر على اختياراتهم الإعلامية مقارنة بالمواقف الاجتماعية الأخرى وجهاً لوجه ، فإن العديد منهم يطورون التنشئة الذاتية، فهذا هو المكان الذي نؤثر فيه بنشاط على التنمية والنتائج الاجتماعية الخاصة بنا بسبب المجموعة الواسعة من الخيارات. يمكن للمراهقين اختيار وسائل الإعلام التي تناسب شخصياتهم وتفضيلاتهم بشكل أفضل ، والتي بدورها تخلق شبابًا لديهم رؤية منحرفة للعالم ومهارات محدودة للتفاعل الاجتماعي. يمكن أن تكون التنشئة الاجتماعية صعبة بالنسبة للشباب ، خاصة مع دمج وسائل الإعلام، حيث قد تنقل جميع وسائل الإعلام والآباء والأقران رسائل مختلفة إلى المراهقين. فمع وجود وجهات نظر متعددة حول كيفية التعامل مع الموقف ، يمكن أن يكون التشويش واضحًا وقد يتخلى الشباب عن مواقفهم الاجتماعية أو يستوعبها.
تشكل الدلالات الاجتماعية جزءًا كبيرًا من كيفية تعلم المراهقين التفاعل الاجتماعي وتوظيفه، حيث يقلد المراهقون الموهوبون بانتظام أنظمة الإشارة التي يرونها في وسائل الإعلام. تؤثر هذه النظم الدلالية على سلوكهم من خلال الإيحاءات والسرد والأساطير. شكلت أنظمة الإشارة المراهقين في الوسائل التي يستهلكونها. على سبيل المثال ، كانت العديد من الفتيات الصغيرات في التسعينيات يرتدين ملابس مثل فرقة سبايس جيرلز، وهي فرقة شهيرة، وبالمثل ، أنشأت فرقة الفتيان اتجاهًا لكثير من الأولاد المراهقين الذين جمدوا شعرهم في أوائل العقد الأول من القرن العشرين. ومع المزيد من التعرض لوسائل الإعلام وصور النماذج ، من المرجح أن تتوافق الشابات مع المثل الأعلى للرقيقة. ينقل فقدان الشهية والشره المرضي ونماذج التدخين للفتيات أن الشخص الأنثوي رقيق وجميل ويجب أن تفعل أشياء معينة لجسمها لتكون جذابة. وتشير مدونة الأنوثة (انظر وسائل الإعلام والجنس) اليوم إلى أن المرأة «الحقيقية» رقيقة ، وأنثوية ، وهشة ، وسلبية ، وتركز على خدمة الآخرين، ومن ناحية أخرى ، قد تتضمن مدونة الذكورة لصبي صغير نشأ في ثقافتنا مثل رعاة البقر والعملاء السريين، فالصور والأساطير والسرد لهذه الأفكار تعني أن الرجل «الحقيقي» هو حلالٌ للمشاكل ، قوي جسديًا ، وبليد المشاعر ، ومخاطر لا يهتم بالقواعد.
يؤثر فيضان العلامات والصور والسرد والأساطير المحيطة بنا على سلوكنا من خلال استخدام الرموز. الرموز هي خرائط للمعنى وأنظمة العلامات التي يستخدمها الناس لتفسير سلوكهم وسلوك الآخرين. فتربط الرموز النظم الدلالية للمعنى بالهيكل الاجتماعي وقيمه. وتتعلق فكرة الحكم على الأنوثة أو الملابس بالتجارب اللاحقة في الحياة من خلال المقابلات الوظيفية ونجاحها.
العلامات والأساطير والرموز لا تؤثر علينا جسديًا مثل المخدرات ، بل نفسياً، فنفكر بالعلامات ، رغم أننا لا نأكلها أو نتنفسها أو نتفاعل معها جسديًا. إن دور قوة أنظمة العلامات في توليد التوقعات المشتركة والأطر التفسيرية المشتركة والحفاظ عليها. لا تجبرنا العلامات على الحصول على تفسيرات معينة، إنهم يفتحون الباب ، مما يخلق السياق لتفسيرات الآخرين لنا ، والأهم من ذلك ، توقعاتنا الخاصة لما يعتقده الآخرون. أنظمة العلامات هي مجرد أدوات ، لكنها أصبحت العملة المشتركة للتواصل، حيث أصبحت شيئًا يمكن أن نقبله أو ننتقده ، ولكن لا نتجاهله.
أصبح استهلاك الوسائل جزءًا من رمز ثقافتنا وشَكَّل الشباب من خلال التنشئة الاجتماعية وكيف يفسرون العلامات والعالم من حولهم. على سبيل المثال ، ترى الأجيال الأكبر سناً رمز الهاتف وتعتقد أنه شيء للإتصال بشخص ما، حيث ترى الأجيال الشابة ، وخاصة الشباب الآن ، الهاتف ككمبيوتر صغير وطريقة لتجنب الاتصال الجسدي أو الاتصال المباشر.

## التأثير على المواقف العامة فيما يتعلق بالجريمة والعدالة

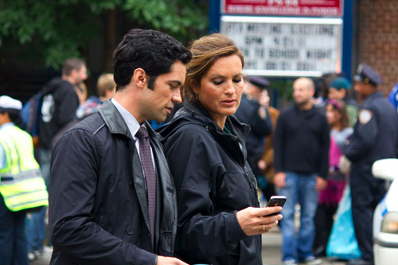
القانون والنظام: مشاهدو التلفزيون SVU للبرامج القائمة على الجريمة أكثر خوفا من الجريمة.

يؤثر استهلاك وسائل الإعلام على تصور الجمهور للنظام القضائي من خلال علاقة الخوف فيما يتعلق بالجريمة ، والفعالية المتصورة لإنفاذ القانون ، والمواقف العامة بشأن العقوبة على الجريمة. تم تصوير القانون والنظام القانوني بشكل مستمر في وسائل الإعلام من خلال التصوير السلبي للمجرمين والانحرافات وموظفي إنفاذ القانون ، مما يؤثر بدوره على التصور العام لهؤلاء الجمهور.
أظهرت دراسة بحثية أجراها داولر في عام 2003م ، أن آثار استهلاك وسائل الإعلام تؤثر على المواقف العامة فيما يتعلق بالجريمة والعدالة. في هذه الدراسة ، تبين أن العلاقة بين الإعلام والجريمة تعتمد على خصائص الرسالة وتلقّي الجمهور ، حيث تثير المخاوف من وجود عدد كبير من الجرائم المحلية المبلغ عنها ، في حين تؤدي كميات الجرائم المنخفضة إلى الشعور بالأمان. اكتشفت الدراسات التجريبية التي أجراها جورج جيربنر حول تأثير استهلاك الوسائل أن مشاهدي التليفزيون في البرامج القائمة على الجريمة أكثر خوفًا من الجريمة من أولئك الذين لا يستهلكون هذا النوع من الوسائل.
ركزت دراسة أجرتها تشيرميك ومكقيريل وقرونيوالد على التغطية الإعلامية لسوء سلوك الشرطة مما أدى إلى نتائج زادت من استهلاك المواطنين لوسائل سوء السلوك مما زاد إيمانهم بذنب الضابط. وأظهرت النتائج أنه كلما زاد تعرض المواطن لاستهلاك وسائل الإعلام فيما يتعلق بحالة معينة ، زاد احتمال شعورهم بالذنب تجاه الضابط، حيث أشارت هذه الدراسة نفسها أيضًا إلى أن تأثيرات العرق كانت أكثر وضوحًا بعد التغطية الإعلامية للقضية، كما تم اختتام الإشارة إلى أن استهلاك الأخبار لم يكن له تأثير كبير على المواقف العامة تجاه الشرطة أو خدمات الشرطة أو المخاوف بشأن مضايقات الشرطة.

### النظام الغذائي لوسائل الإعلام من شخصيات بارزة
- "What I Read (series)". Atlantic Wire. Atlantic Monthly Group. 2010. مؤرشف من الأصل في 2012-06-13. "What I Read (series)". Atlantic Wire. Atlantic Monthly Group. 2010. مؤرشف من الأصل في 2012-06-13. "What I Read (series)". Atlantic Wire. Atlantic Monthly Group. 2010. مؤرشف من الأصل في 2012-06-13. "What I Read (series)". Atlantic Wire. Atlantic Monthly Group. 2010. مؤرشف من الأصل في 2012-06-13. . (تشمل أبرز الشخصيات بارني فرانك ، آرون سوركين ، ديفيد بروكس ، كلاي شيركي ، بيجي نونان)
- "Steven Soderbergh's Daily Diet". Studio 360. Public Radio International. 11 أبريل 2011. مؤرشف من الأصل في 2011-04-14.
- "David Carr: A Media Omnivore Discusses His Diet". Fresh Air. National Public Radio (USA). 27 أكتوبر 2011. مؤرشف من الأصل في 2020-05-02.
- "Legacy Libraries". LibraryThing. مؤرشف من الأصل في 2020-12-25. "Legacy Libraries". LibraryThing. مؤرشف من الأصل في 2020-12-25. . (قوائم العناوين في «المكتبات الشخصية للقراء المشهورين» مثل هاري هوديني ، رالف إليسون ، سوزان ب. أنتوني)
- Jann S. Wenner (10 مايو 2012). "Ready for the Fight: Rolling Stone Interview with Barack Obama: The president, in the Oval Office, discusses his job, the opposition and the coming campaign". Rolling Stone. مؤرشف من الأصل في 2018-01-18.
- Associated Press (13 أغسطس 2015)، "Obama Releases Music Playlists on Spotify"، New York Times، مؤرشف من الأصل في 2015-08-17

## روابط خارجية
- J. Nathan Matias (7 نوفمبر 2011). "Visualising Your Media Diet". مؤرشف من الأصل في 2022-04-07.
- Clay Johnson؛ Sean B. Cash؛ Ethan Zuckerman (2012). "Civic Media Session: "What's Your Information Diet?" (video)". MIT. مؤرشف من الأصل في 2012-06-14.